# Richnava
Richnava (allemand : Reichenau in der Zips) est un village de Slovaquie situé dans la région de Košice.

## Histoire
La première mention écrite du village date de 1346.

## Démographie

### Évolution de la population
| Année:               | 1994. | 2004.    | 2014.    | 2024.    |
| -------------------- | ----- | -------- | -------- | -------- |
| Nombre de personnes: | 1497  | 2055     | 2744     | 3528     |
| Différence:          |       | +37,27 % | +33,52 % | +28,57 % |

| Année:               | 2023. | 2024.   |
| -------------------- | ----- | ------- |
| Nombre de personnes: | 3434  | 3528    |
| Différence:          |       | +2,73 % |